# Anarak
Anarak es una ciudad en la provincia iraní de Isfahán. Está a 1000 m s. n. m. Tradicionalmente existió aquí un yacimiento cuprífero. Actualmente, es un sitio de almacenamiento dentro del programa nuclear.
- Datos: Q2664768
- Multimedia: Anarak / Q2664768